# Wiener Jeunesse Orchester
Das Wiener Jeunesse Orchester (WJO) ist ein österreichisches, bundesweites Jugendsinfonieorchester, welches zwei bis drei Arbeitsphasen im Jahr mit anschließenden Konzerten und Tourneen veranstaltet. 

## Geschichte
Das Orchester wurde 1987 auf Initiative seines ersten künstlerischen Leiters Manfred Honeck und der Musikalischen Jugend Österreichs (Jeunesse) gegründet. 
Seit 1989 ist Herbert Böck Chefdirigent des Wiener Jeunesse Orchesters, welches 1998 den 1. Preis beim Wettbewerb Internationaler Jugendorchester im Rahmen des World Youth Music Forum in Moskau erhielt.
Als Dozenten sind David Seidel für Fagott, Othmar Müller für Cello, Adelheid Blovsky-Miller für Harfe, Helmut Wiener für Klarinette und Josef Eidenberger für Trompete tätig.

## Diskografie (Auswahl)
- 1993: A. Dvořák: Symphonie Nr. 7 d-Moll, Serenade für Bläser d-Moll
- 1995: Franz Schmidt: Klavierkonzert für die linke Hand, Chaconne für Orchester
- 1998: Frank Martin: Golgotha (Oratorium)
- 1999: Sponsoren-Festkonzert: Beethoven, Schubert, Strauß
- 2007: Gustav Mahler: Symphonie Nr. 3 d-Moll
- 2009: 15 Jahre Musik der Jugend